# Horts del Torrent
Els Horts del Torrent són uns antics horts reconvertits en camps de conreu del municipi de Castell de Mur, al Pallars Jussà, a l'antic terme de Mur, en terres del poble de Puigmaçana.
Estan situats al nord -esquerra- del barranc de Sant Gregori, al nord-oest de l'interfluvi d'aquest barranc amb el de l'Espona. És al sud de l'extrem de llevant de la partida de Lloriguer i al sud-est de la Vinya de Marió.